# Miah Madden
Miah Grace Madden (Sídney, 9 de abril de 2001) es una actriz y presentadora australiana. Comenzó su carrera como actriz infantil en la película The Sapphires (2012) y la serie de ABC The Gods of Wheat Street (2014). Desde entonces, ha protagonizado la serie de ABC The Unlisted (2019) y la serie Dive Club (2021).

## Biografía

### Infancia y estudios
Miah Madden nació el 9 de abril de 2001 en Rose Bay, un suburbio al este de Sídney. Es la hija de Lee Madden, quien era un aborigen de Gadigal con algo de herencia Bundjalung, y Belinda Kirkpatrick. Su padre murió en un accidente automovilístico en 2003 cuando Miah apenas tenía dos años y su madre estaba embarazada de su hermana Ruby. Así mismo es la media hermana menor de la también actriz Madeleine Madden.
Durante su infancia asistió al St Catherine's School, en Waverley un suburbio al este de Sídney.

### Carrera
Madden comenzó su carrera interpretando una versión más joven del personaje de Jessica Mauboy en la película de 2012 The Sapphires. Volvió a interpretar a un joven Mauboy en su video musical «Never Be the Same». Consiguió su primer papel importante en una serie de televisión cuando interpretó el papel de Athena Freeburn en el drama de ABC TV The Gods of Wheat Street.
En 2017 interpretó a April Tucker en la película Australia Day de 2017 y al año siguiente, en 2018, apareció en la serie de la cadena National Indigenous Television (NITV) Little J & Big Cuz.
Entre 2019 y 2020, protagonizó dos series de ciencia ficción para niños: la serie de la ABC Me The Unlisted como Kymara y la serie de 9Go! The Gamers 2037 como Kite. Condujo la tercera temporada de la serie Crash the Bash de Nickelodeon Australia y tuvo un papel recurrente en la comedia dramática Mustangs FC de la ABC Me.
En 2021, protagonizó la serie para adolescentes Dive Club de la cadena australiana 10 Shake, donde interpretó el papel de Maddie y se unió al elenco de la de la serie de fantasía de Nickelodeon The Bureau of Magical Things como Tayla Devlin para su segunda temporada.
Entre 2023 y 2024 interpretó el papel de Charlie Levett en la serie dramática de Network 10 y Paramount+, Paper Dolls.

## Filmografía

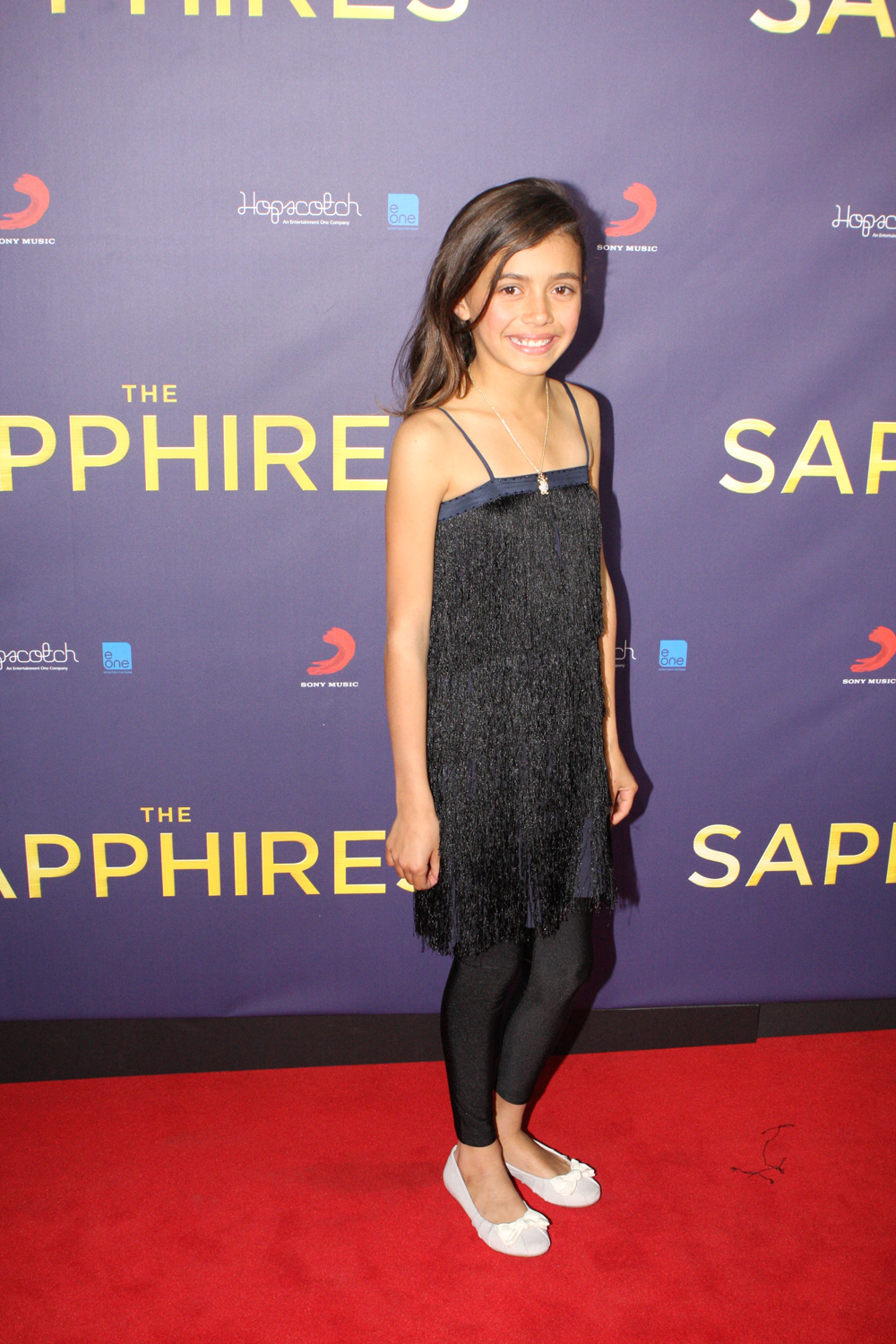
Miah Madden en el estreno de la película The Sapphires en el State Theatre de Sídney

### Cine
| Año            | Título        | Papel          | Notas        |
| -------------- | ------------- | -------------- | ------------ |
| 2012           | The Sapphires | Julie de joven |              |
| 2013           | The Darkside  |                |              |
| 2017           | Australia Day | April Tucker   |              |
| 2023           | The Overthrow | Iris           | Cortometraje |
| (Fuente: IMDb) |               |                |              |

### Televisión
| Año            | Título                       | Papel                   | Notas                                        |
| -------------- | ---------------------------- | ----------------------- | -------------------------------------------- |
| 2013           | Redfern Now                  | Mattie de joven         | Episodio: «Consequences»                     |
| 2014           | The Moodys                   | Billy                   | Episodio: «Australia Day»                    |
| 2014           | The Gods of Wheat Street     | Athena Freeburn         | Papel principal; 6 episodios                 |
| 2016           | Hyde & Seek                  | Alicia                  | Episodio: 1x03                               |
| 2017-2021      | Little J & Big Cuz           | Monti                   | 12 episodios                                 |
| 2019           | Mustangs FC                  | Jas                     | Papel recurrente; 11 episodios               |
| 2019           | Crash the Bash               | Ella Misma / Anfitriona |                                              |
| 2019           | The Unlisted                 | Kymara                  | Papel principal; 15 episodios                |
| 2020–2021      | The Gamers 2037              | Kite                    | Papel principal; 26 episodios                |
| 2021           | Dive Club                    | Maddie                  | Papel principal; 12 episodios                |
| 2021           | The Bureau of Magical Things | Tayla Devlin            | Papel recurrente (temporada 2); 15 episodios |
| 2022           | Bali 2002                    | Danni                   | Miniserie; 2 episodios                       |
| 2023           | Koala Man                    |                         | Serie de animación; episodio «Deep Pockets»  |
| 2023           | The Clearing                 | Max Dhurrkay            | Papel recurrente; 6 episodios                |
| 2023-2024      | Paper Dolls                  | Charlie Levett          | 8 episodios                                  |
| 2024           | Eddie's Lil' Homies          | Lottie (voz)            | Serie de animación; 10 episodios             |
| 2024           | Troppo                       | Tayla                   | Temporada 2; 8 episodios                     |
| (Fuente: IMDb) |                              |                         |                                              |

### Vídeos musicales
| Año  | Canción           | Artista        | Álbum     | Ref.   |
| ---- | ----------------- | -------------- | --------- | ------ |
| 2014 | Never Be the Same | Jessica Mauboy | Beautiful | [ 17 ] |